# Port (Svizzera)
Port (toponimo tedesco) è un comune svizzero di 3 624 abitanti del Canton Berna, nella regione del Seeland (circondario di Bienne).

## Monumenti e luoghi d'interesse

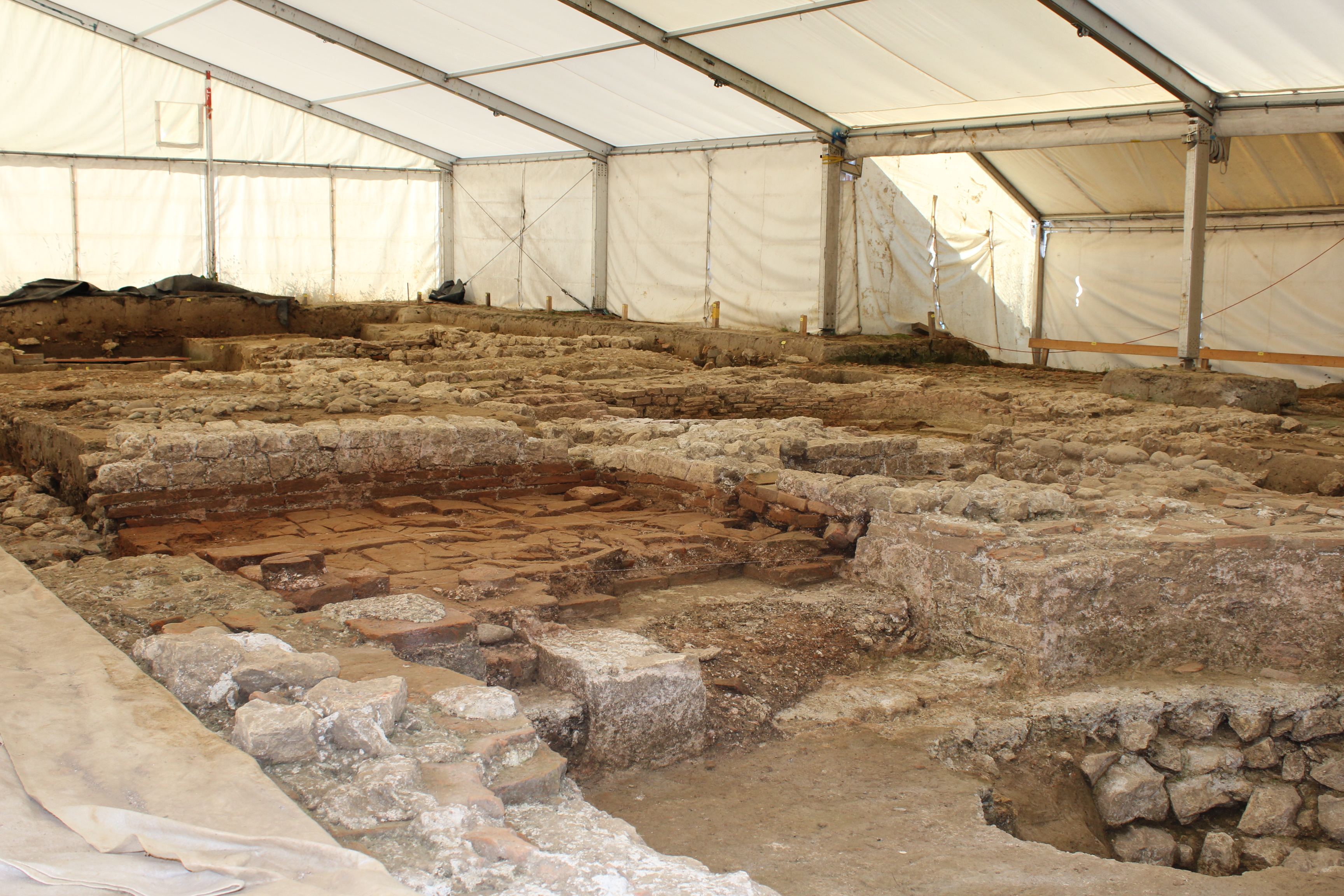
La villa romana

- Villa romana.

## Società

### Evoluzione demografica
L'evoluzione demografica è riportata nella seguente tabella:
Abitanti censiti

## Amministrazione
Ogni famiglia originaria del luogo fa parte del cosiddetto comune patriziale e ha la responsabilità della manutenzione di ogni bene comune.